# Pojištění
Pojištění je závazek pojistitele, potvrzený pojistnou smlouvou (pojistkou) pojistitele (zpravidla pojišťovny) s pojistníkem, který sjednává pojištění ve prospěch pojištěného (pojištěnce), vůči pojištěnci tlumit dopad (škodu) z určené negativní „škodní události“. Pojistník, který se zavazuje hradit pojistné, i pojištěnec mohou být fyzické i právnické osoby. Často jde o tutéž osobu, pokud pojistník sjednává pojištění pro sebe sama. Pojistníci tak společně přispívají částí pojistného (kromě nákladů pojišťovny) do tzv. pojistného fondu, který je určen výhradně k úhradě případných finančních potřeb. O tvorbě, rozdělení a užití pojistného fondu rozhoduje jeho zřizovatel a správce – pojišťovna. Pojišťovny samy sebe pojišťují proti kumulaci pojistných událostí u zajišťovny.
Pojištění se vztahuje pouze na určité, předem dohodnuté pojistné události, které se vyskytují s určitou odhadnutelnou pravděpodobností. Pojištění jako takové neovlivňuje riziko výskytu události, ani případnou škodu. Pojištění pouze zmírňuje a tlumí jejich dopad. Běžnou formou jsou pojištění pokrývající podnikatelská rizika, úrazy, živelní pohromy, úmrtí (tzv. životní pojistky), ale také ztrátu výdělku ve stáří či během nemoci nebo výdaje na nutnou zdravotní péči. Je to průběžně placená forma zajištění, jejíž alternativou je spoření.
Pojišťovnictví je specifické odvětví ekonomiky. Patří do terciárního sektoru národního hospodářství.

## Typy pojištění
Pojištění lze rozdělit podle různých hledisek.

### Podle obsahu pojištění
- pojištění osob
  - úrazové pojištění
  - pojištění na dožití
  - důchodové pojištění
  - nemocenské pojištění
  - cestovní pojištění
- pojištění majetku
  - havarijní pojištění
  - pojištění proti odcizení
  - živelní pojištění
- pojištění zájmu
  - pojištění odpovědnosti za škodu
  - povinné ručení
- Peer-to-peer pojištění: společnost která poskytuje sociální pojištění v Evropě.

### Podle účasti
- dobrovolné pojištění
- povinné pojištění (ze zákona)

### Podle pojišťovny
- soukromoprávní
- veřejnoprávní

## Pojišťovny
Pojišťovny jsou instituce, které na komerční bázi, tzn. za úplatu, s cílem dosáhnout zisku, poskytují podnikatelům, ale i občanům ochranu před rizikem.
Pojišťovny v České republice jsou zřizovány v rámci koncesního systému, tzn. žádná organizace nemůže podnikat v pojišťovnictví bez povolení státního orgánu. Toto povolení uděluje Česká národní banka, do roku 2006 udělovalo licenci Ministerstvo financí České republiky. Kromě tuzemských mohou mít v České republice zastoupení i zahraniční pojišťovny. Některé druhy pojištění mohou zprostředkovaně nabízet i banky, spořitelny, případně cestovní kanceláře.

## Historie pojištění v Česku
Historie pojišťovnictví v Česku se datuje od konce 17. století. Roku 1699 podal Jan Kryštof Bořek promyšlený návrh na zavedení povinného požárního pojištění budov v Čechách. Jeho návrh spočíval v zavedení protipožárního fondu, do něhož by povinně přispívali všichni občané, kteří by si právě koupili dům. Ke vzniku fondu však nakonec nedošlo. V roce 1777 byla zřízena pojišťovna proti škodám z ohně na polních zásobách, nábytku, nářadí a dobytka. Neměla však dlouhého trvání a brzy zanikla. Patentem z roku 1819 je umožněno zřizování soukromých pojišťoven. V roce 1822 vznikla v Terstu (ekonomickém centru monarchie) a v roce 1825 ve Vídni.
V českých  zemích byl založen "Císařsko-královský, privilegovaný, český, společný, náhradu škody ohněm svedené pojišťující ústav" roku 1827. Další pojišťovny v českých zemích vznikaly postupně. Roku 1865 "Pražská městská pojišťovna", roku 1868 "Pojišťovací požární spolek Florian" a v témže roce jedna z největších pojišťoven v celém Rakousku-Uhersku "Slavia vzájemná pojišťovací banka".
Do dějin pojištění v českých zemích se významnou měrou zapsal požár Národního divadla, jehož výstavba byla financovaná z dobrovolných sbírek. Po požáru v roce 1881 bylo možné okamžitě zahájit obnovovací práce jen díky vyplacení pojistné náhrady ve výši 297 869 zlatých První českou vzájemnou pojišťovnou.
Po vzniku samostatného Československa vznikaly další pojišťovny tak, že i přes válečné útrapy druhé světové války bylo v roce 1945 registrováno v Československé republice více než 700 pojišťoven a pojišťovacích spolků.
Znárodnění pojištění v roce 1945
Dekretem prezidenta Beneše č.103/1945 Sb. bylo rozhodnuto 24.10.1945 o znárodnění pojišťovnictví formou zestátnění. Od 1.1.1947 bylo ustaveno pět pojišťoven národních podniků a to Pojišťovna Slavia, Pražská pojišťovna, První československá pojišťovna, Pojišťovna Slovan a Nemocenská pojišťovna. Klienti ostatních pojišťoven byli administrativně převedeni do uvedených pojišťoven.
Po únorovém komunistickém převratu v roce 1948 byl vytvořen jeden pojišťovací ústav Československá pojišťovna, národní podnik. Tímto aktem byl vytvořen monopol jedné pojišťovny se všemi negativními důsledky z toho plynoucími.  Pojišťovnictví částečně ztrácelo svůj původní účel a stalo se nástrojem plánovitého socialistického hospodářství.